# 음식남녀 (드라마)
《음식남녀》(后厨)는 2012년 방송되었던 중국의 드라마이다.

## 소개
- 5성급 호텔에서 애증의 직장 동료 관계인 주방장 '스후이바오'와 '쉬빙'이 화끈한 요리 대결을 펼치면서 사랑이 싹트는 과정을 그린 좌충우돌 로맨스 드라마

## 등장 인물
- 샤오선양 - 스후이바오 역
- 하이칭 - 쉬빙 역
- 천시엔언 (陈贤恩) - 둥둥 역
- 자오정 (趙峥) - 리퉁 역
- 강동 (姜彤) - 리다쭈이 역
- 장정정 (章婷婷) - 쑤쑤 역
- 은설 (Crystal) - 샤오메이 역
- 장정동 (张静东) - 바이난 역